# Gentiana circa
Gentiana circa är en gentianaväxtart som beskrevs av Günther von Mannagetta und Lërchenau Beck. Gentiana circa ingår i släktet gentianor, och familjen gentianaväxter. Inga underarter finns listade i Catalogue of Life.